# الانتخابات العامة في بربادوس 2022
جرت الانتخابات العامة في بربادوس في 19 يناير 2022. وهي الأولى بعد انتقال بربادوس من ملكية إلى جمهورية في 30 نوفمبر 2021. وفاز فيها حزب العمال الحاكم بكل المقاعد الثلاثين، وهي المرة الثانية على التوالي التي يفوز بها الحزب بكل المقاعد.

## خلفية
وفقًا للدستور، يجب أن تُجرى الانتخابات في موعد لا يتجاوز خمس سنوات من الجلسة الأولى للبرلمان. أجريت الانتخابات العامة السابقة في 24 مايو 2018، وعقدت الجلسة الأولى للدورة الجديدة للبرلمان في 5 يونيو 2018. بعد حل البرلمان، يجب على رئيس بربادوس إصدار أمر إجراء انتخابات عامة لأعضاء مجلس النواب وتعيين أعضاء مجلس الشيوخ في غضون 90 يومًا.
جرى الإعلان عن مواعيد الانتخابات والترشيح من قِبل رئيسة الوزراء ميا موتلي في 27 ديسمبر 2021. وحُدد الموعد النهائي لترشيح المرشحين للتسجيل في يناير 2022.
في 30 ديسمبر 2021، أعلن جوزيف أثيرلي، الذي شغل منصب القائد الرسمي للمعارضة في مجلس النواب وزعيم حزب الشعب من أجل الديمقراطية والتنمية، عن تحالف مع الحزب التقدمي المتحد لخوض الانتخابات تحت اسم حزب التحالف من أجل التقدم. (APP).
جرى التصويت المبكر لضباط الشرطة والعاملين في يوم الانتخابات في 12 يناير.

## النظام الانتخابي
يجري انتخاب أعضاء مجلس النواب البالغ عددهم 30 عضوًا عن طريق الفوز للأكثر أصواتًا في الدوائر الانتخابية ذات العضو الواحد.

## المرشحون
خاض الانتخابات ما مجموعه 109 من المرشحين من سبعة أحزاب سياسية و10 مستقلين.

### الأحزاب
| الحزب | الحزب                                  | التوجه     | أيديولوجيا                            | قائد                     | منذ            | مقعد القائد                 | انتخابات 2018 | انتخابات 2018 | مقاعد منتهية | المقاعد المنتخب عليها |
| الحزب | الحزب                                  | التوجه     | أيديولوجيا                            | قائد                     | منذ            | مقعد القائد                 | ٪             | مقاعد         | مقاعد منتهية | المقاعد المنتخب عليها |
| ----- | -------------------------------------- | ---------- | ------------------------------------- | ------------------------ | -------------- | --------------------------- | ------------- | ------------- | ------------ | --------------------- |
|       | حزب العمال بربادوس                     | يسار الوسط | الديمقراطية الاجتماعية جمهوري         | ميا موتلي                | 26 فبراير 2013 | سانت مايكل الشمالية الشرقية | 73.47         | 30            | 29           | 30 مقعدا              |
|       | حزب العمل الديمقراطي                   | يسار الوسط | الديمقراطية الاجتماعية جمهوري         | فيرلا دي بيزا            | 12 أغسطس 2018  | سانت لوسي                   | 21.82         | 0             | 0            | 30 مقعدا              |
|       | حزب التحالف من أجل التقدم (PdP - UPP ) | يسار الوسط | الديمقراطية الاجتماعية اليسار المسيحي | جوزيف اثيرلي             | 30 ديسمبر 2021 | سانت مايكل ويست             | 1.24          | 0             | 1            | 20 مقعدا              |
|       | حلول بربادوس                           | الوسط      | الطريق الثالث                         | جرينفيل فيليبس الثاني    | 1 يوليو 2015   | لا أحد                      | 2.45          | 0             | 0            | 11 مقعدا              |
|       | حزب باجان الحرة                        |            |                                       | أليكس ميتشل              | 1 أكتوبر 2012  | سان ميخائيل ساوث            | 0.07          | 0             | 0            | 4 مقاعد               |
|       | تحالف مملكة بربادوس الجديدة            |            |                                       | أبوستيل لينروي سكانتلبري | يناير 2012     |                             | حزب جديد      | حزب جديد      | 0            | 2 مقاعد               |
|       | حزب سيادة بربادوس                      |            |                                       | فيليب كاتلين             |                | سانت توماس                  | حزب جديد      | حزب جديد      | 0            | 2 مقاعد               |

### المستقلون
| اسم            | الدائرة         |
| -------------- | --------------- |
| ميليسا تيت     | سان جورج نورث   |
| عمر سميث       | سان فيليب نورث  |
| واين بيكلز     | سان فيليب نورث  |
| بودي لاريير    | كريست شيرس سوث  |
| دونالد ليكوك   | كريست شيرس سوث  |
| بريان تالما    | كريست شيرس سوث  |
| صموئيل ماينارد | سان توماس       |
| إرسكين الين    | سان جيمس سنترال |
| جوزيف جوردان   | سان جيمس سنترال |
| فالون بست      | مدينة بريدجتاون |

## النتائج
| الحزب   | الحزب                       | المقاعد | +/–  |
| ------- | --------------------------- | ------- | ---- |
|         | حزب العمال بربادوس          | 30      | 0    |
|         | حزب العمل الديمقراطي        | 0       | 0    |
|         | حزب التحالف من أجل التقدم   | 0       | 0    |
|         | حلول بربادوس                | 0       | 0    |
|         | حزب باجان الحرة             | 0       | 0    |
|         | تحالف مملكة بربادوس الجديدة | 0       | جديد |
|         | حزب سيادة بربادوس           | 0       | جديد |
|         | مستقلون                     | 0       | 0    |
| المجموع | المجموع                     | 30      | 0    |
|         |                             |         |      |
| المصدر: |                             |         |      |